# Wiskundige natuurkunde
Wiskundige natuurkunde (Vlaanderen) of mathematische fysica (Nederland) (Engels: Mathematical physics) is het wetenschappelijke vakgebied dat zich bezighoudt met het grensgebied van de wiskunde en de natuurkunde. Er is geen echte overeenstemming wat wel en wat niet deel uitmaakt van de wiskundige natuurkunde. Een kenmerkende definitie wordt gegeven door de Journal of Mathematical Physics: "De toepassing van de wiskunde op problemen in de natuurkunde en de ontwikkeling van wiskundige methoden die geschikt zijn voor dergelijke toepassingen en voor de formulering van de natuurkundige theorieën."
Deze definitie heeft echter geen betrekking op de situatie waarbij de resultaten uit de natuurkunde worden gebruikt om feiten in de abstracte wiskunde te bewijzen die op zichzelf niets te maken hebben met natuurkunde. Dit fenomeen is de jongste twintig jaar steeds belangrijker geworden, als gevolg van de ontwikkelingen in het snaartheorie-onderzoek, die nieuwe onderzoeksterreinen in de wiskunde hebben blootgelegd. Eric Zaslow bedacht de term natuurkundige wiskunde (Engels: physmatics) voor de beschrijving van deze ontwikkelingen, hoewel zij ook gewoon kunnen worden beschouwd als een onderdeel van wiskundige natuurkunde.
Belangrijke terreinen van onderzoek in de wiskundige natuurkunde zijn onder meer: functionaalanalyse, kwantumfysica, meetkunde, algemene relativiteitstheorie en combinatoriek/kanstheorie/statistische natuurkunde. Meer recentelijk heeft de snaartheorie contact gemaakt met belangrijke takken binnen de wiskunde, zoals algebraïsche meetkunde, topologie en complexe meetkunde.

## Prominente wiskundig natuurkundigen
De zeventiende-eeuwse Engelse natuur- en wiskundige Isaac Newton (1642-1727) ontwikkelde een schat aan nieuwe wiskunde (bijvoorbeeld de differentiaal- en integraalrekening en diverse numerieke methoden (met als meest bekende de methode van Newton) om problemen in de natuurkunde op te lossen. Onafhankelijk van Newton ontwikkelde ook wiskundige en filosoof Gottfried Wilhelm Leibniz (1646-1716) baanbrekende wiskunde op hetzelfde vlak. Andere belangrijke zeventiende-eeuwse wiskundige natuurkundigen waren onder meer de Nederlander Christiaan Huygens (1629-1695, beroemd om zijn suggestie van de golftheorie van het licht) en de Duitse astronoom Johannes Kepler (1571-1630, Tycho Brahes assistent, en de ontdekker van de vergelijkingen voor planetaire bewegingen/banen).
In de achttiende eeuw waren twee van de grootste vernieuwers binnen de wiskundige natuurkunde beiden Zwitsers: Daniel Bernoulli (1700-1782, voor bijdragen aan de stromingsleer en onderzoek naar trillende snaren) en, meer in het bijzonder, Leonhard Euler (1707-1783, voor zijn werk in de variatierekening, de dynamica, de vloeistofdynamica en vele andere zaken). Een andere opvallende bijdrage werd geleverd door de in Italië geboren Fransman, Joseph-Louis Lagrange (1736-1813, voor zijn werk in de mechanica en op het gebied van methoden in de variatierekening).
Eind achttiende en begin negentiende eeuw waren het vooral belangrijke Franse wiskundig-natuurkundigen, onder wie Pierre-Simon Laplace (1749-1827, in de wiskundige astronomie, de potentiaaltheorie en de mechanica) en Siméon Poisson (1781-1840), die ook op het gebied van de mechanica en de potentiaaltheorie werkte. In Duitsland leverden zowel Carl Friedrich Gauss (1777-1855, in het magnetisme) als Carl Jacobi (1804-1851, op het gebied van de dynamica en de kanonieke transformaties) belangrijke bijdragen aan de theoretische grondslagen van elektriciteit, magnetisme, mechanica en vloeistofdynamica.
De bijdragen van Gauss aan de niet-euclidische meetkunde legden daarnaast de basis voor de latere ontwikkeling van de Riemann-meetkunde door Bernhard Riemann (1826-1866). Dit werk vormt de kern van de algemene relativiteitstheorie.
In de negentiende eeuw verkreeg ook de Schot James Clerk Maxwell (1831-1879) faam voor zijn vier vergelijkingen van het elektromagnetisme. Zijn landgenoot Lord Kelvin (1824-1907) deed aanzienlijke ontdekkingen in de thermodynamica. Onder de Engelse natuurkundige gemeenschap werkte Lord Rayleigh (1842-1919) aan geluid en was George Gabriel Stokes (1819-1903) vooraanstaand op het gebied van de optica en de vloeistofdynamica, terwijl de Ier William Rowan Hamilton (1805-1865) bekend werd door zijn werk in de dynamica. De Duitser Hermann von Helmholtz (1821-1894) wordt het best herinnerd voor zijn werk op het gebied van het elektromagnetisme, golven, vloeistoffen en geluid. In de Verenigde Staten legde het baanbrekende werk van Josiah Willard Gibbs (1839-1903) het fundament voor de statistische mechanica. Samen legden deze mannen de grondslagen voor de theorie van het elektromagnetisme, de vloeistofdynamica en de statistische mechanica.
Eind negentiende en begin twintigste eeuw ontstond de speciale relativiteitstheorie. Hierop was reeds vooruitgelopen in de werken van de Nederlander Hendrik Lorentz (1853-1928), met belangrijke inzichten van Henri Poincaré (1854-1912). Deze benadering kwam echter tot volledige rijping in het werk van Albert Einstein (1879-1955). Daarna ontwikkelde Einstein de invariantenaanpak verder om vervolgens tot zijn opmerkelijke meetkundige benadering van de zwaartekracht te komen, die lag besloten in de algemene relativiteitstheorie. Deze was gebaseerd op de niet-euclidische meetkunde die in de vorige eeuw door Gauss en Riemann was gecreëerd.
Einsteins speciale relativiteitstheorie verving de Galileitransformaties van ruimte en tijd door Lorentztransformaties in de vierdimensionale Minkowski-ruimte-tijd. Zijn algemene relativiteitstheorie verving de platte euclidische meetkunde door die van een Riemann-variëteit, waarvan de kromming wordt bepaald door de verdeling van de zwaartekrachtgevoelige materie. Dit verving Newtons zwaartekracht op basis van vectoren door de krommingstensor van Riemann.
Een andere revolutionaire ontwikkeling in de twintigste eeuw was de kwantummechanica, die is voortgekomen uit de fundamentele bijdragen van Max Planck (1856-1947, over zwartlichaamstraling) en Einsteins werk over het foto-elektrisch effect. Dit werd in eerste instantie gevolgd door een heuristisch raamwerk dat werd opgesteld door Arnold Sommerfeld (1868-1951) en Niels Bohr (1885-1962), maar dit werd al snel vervangen door de kwantummechanica, die werd ontwikkeld door Max Born (1882-1970), Werner Heisenberg (1901-1976), Paul Dirac (1902-1984), Erwin Schrödinger (1887-1961) en Wolfgang Pauli (1900-1958). Dit revolutionaire theoretische raamwerk is gebaseerd op een probabilistische interpretatie van kwantumtoestanden, en de evolutie en metingen in termen van zelf-geadjungeerde operatoren op een oneindig-dimensionale vectorruimte (Hilbertruimte, geïntroduceerd door David Hilbert [1862-1943]). Paul Dirac gebruikte bijvoorbeeld algebraïsche constructies om een relativistisch model voor het elektron te produceren, waarmee hij het magnetisch moment en het bestaan van zijn antideeltje, het positron, voorspelde.
Latere belangrijke bijdragers aan de twintigste-eeuwse wiskundige natuurkunde zijn Satyendra Nath Bose (1894-1974), Julian Schwinger (1918-1994), Shinichiro Tomonaga (1906-1979), Richard Feynman (1918-1988), Freeman Dyson (1923-2020), Hideki Yukawa (1907-1981), Roger Penrose (1931-), Stephen Hawking (1942-2018) en Edward Witten (1951-).

## Voetnoten
1. ↑  Definitie uit de Journal of Mathematical Physics .About Journal of Mathematical Physics
2. ↑  E. Zaslow, Physmatics